# Thomas-Morse MB-9
Thomas Morse MB-9 là một loại máy bay tiêm kích thử nghiệm của Hoa Kỳ trong thập niên 1920.

## Biến thể
MB-9
MB-10

## Tính năng kỹ chiến thuật (MB-9)
Dữ liệu lấy từ The Complete Book of Fighters
Đặc tính tổng quát
- Kíp lái: 1
- Chiều dài: 19 ft 0 in (5,79 m)
- Sải cánh: 29 ft 0 in (8,84 m)
- Động cơ: 1 × Wright Hispano H-3 kiểu động cơ V8 làm mát bằng nước, 320 hp (240 kW)

Hiệu suất bay
- Vận tốc cực đại: 170 mph (274 km/h; 148 kn)

Vũ khí trang bị

- Súng: 1 × súng máy ,30 in (7,62 mm) và 1 × súng máy ,50 in (12,7 mm)